# شهرستان آدامز (داکوتای شمالی)
شهرستان آدامز، داکوتای شمالی (به انگلیسی: Adams County, North Dakota) یک سکونتگاه مسکونی در ایالات متحده آمریکا است که در داکوتای شمالی واقع شده‌است.

## خصوصیات
شهرستان آدامز ۲٬۵۶۱٫۵۱ کیلومترمربع مساحت دارد.